# Den Bommel

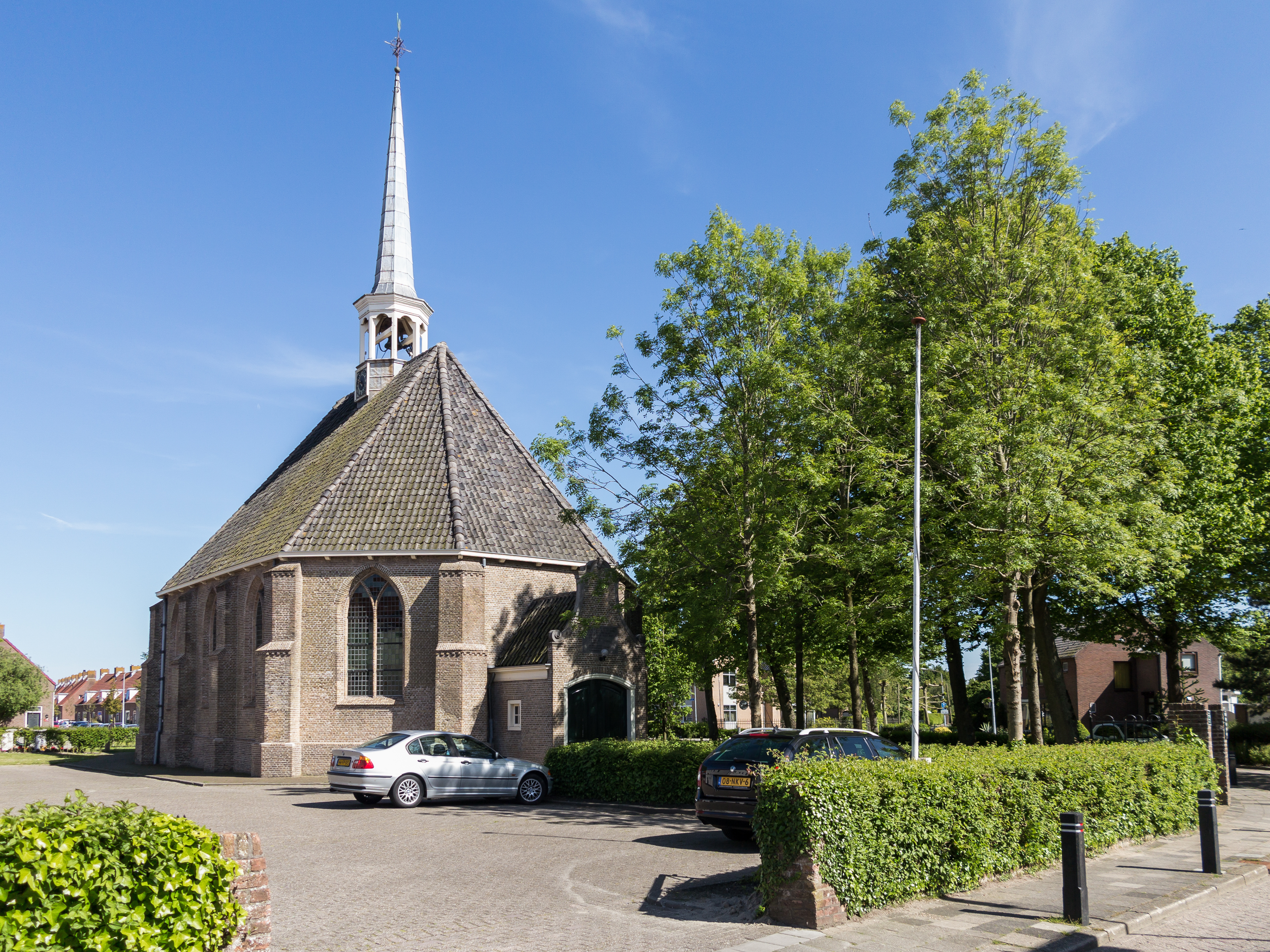
Den Bommel, église protestante

Den Bommel est un village dans la commune néerlandaise de Goeree-Overflakkee, dans la province de la Hollande-Méridionale. Le 1er janvier 2006, le village comptait 1 729 habitants.
Den Bommel est situé sur l'île de Goeree-Overflakkee.
Jusqu'en 1966, Den Bommel était une commune indépendante. Le 1er janvier de cette année, Oude-Tonge fusionna avec Ooltgensplaat et Oude-Tonge, pour former la nouvelle commune d'Oostflakkee.